# 나이토 마사모리
나이토 마사모리(일본어: 内藤政森, 1683년 ~ 1738년 6월 28일)는 일본 에도 시대의 다이묘로, 이즈미번의 3대 번주이자, 안나카번의 초대 번주이다. 어릴적 이름은 긴이치로(金一郎)이며, 통칭은 우콘(右近)이다. 관위는 종5위하, 단바노카미, 야마시로노카미이다. 고로모번 나이토가 제3대 당주.
이즈미 번의 2대 번주 나이토 마사치카의 셋째 아들로 태어났다. 1696년, 아버지의 뒤를 이어 이즈미 번주가 되었다. 1701년에 고쇼(小姓)가 되었고, 1702년 음력 7월, 안나카로 이봉되었다. 1705년, 성주격이 되어 안나카 성을 개수하였다. 1714년 음력 1월 11일에는 소자반이 되었다. 그러나 안나카 번에서 농지 개간 사업을 벌이면서 무거운 세금을 부과한 탓에 1727년 음력 4월에 농민 반란이 일어났다. 1733년 음력 4월 6일, 둘째 아들 마사사토에게 번주직을 물려주고 은거했다. 1738년, 56세의 나이로 생을 마감했다. 저서로는 「신궤(臣軌)」상하편이 있다.
| 전임 나이토 마사치카 | 제3대 이즈미번 번주 (나이토 가문) 1696년 ~ 1702년 | 후임 이타쿠라 시게아쓰 |

| 전임 이타쿠라 시게아쓰 | 제1대 안나카번 번주 (나이토 가문) 1702년 ~ 1733년 | 후임 나이토 마사사토 |